# Arnéa
Arnéa, en grec moderne : Αρναία, est un village et un ancien dème du district régional de Chalcidique, en Macédoine-Centrale, Grèce. En 2010, il est fusionné au sein du dème d'Aristotélis.
Selon le recensement de 2011, la population du dème compte 6 063 habitants tandis que celle du village s'élève à 2 300 habitants.